# Шоссе Буэнос-Айрес — Ла-Плата
Шоссе Буэнос-Айрес — Ла-Плата, оно же Национальная дорога № 1 (исп. Ruta Nacional 1) — автотрасса, соединяющая Буэнос-Айрес с городом Ла-Плата в провинции Буэнос-Айрес. Длина шоссе составляет 50 километров (с номерами от 3 до 53 км). Оно обозначено на прилагаемой карте красным цветом. Шоссе имеет две полосы движения в каждую сторону. На 31 км пересекается с автодорогой A004, которая является обязательной для маршрутов туристических направлений в город Мар-дель-Плата и другие города на Атлантическом побережье Буэнос-Айреса.
Автомагистраль проходит с северо-запада на юго-восток, по районам провинции Буэнос-Айрес : Avellaneda, Quilmes, Berazategui и Ensenada, недалеко от реки Рио-де-ла-Плата.

## История
План создания шоссе относится к общему плану улучшения транспорта Федеральной столицы и подготовлен мэрией города Буэнос-Айрес в период между 1958 и 1965 годами, в которой описывается, в частности, прибрежное шоссе между городами Тигре и Plata.
В связи с нехваткой автодорог между столицей республики и провинцией назрела необходимость создания сети новых шоссе. В период 1961—1967 количество аварий увеличилось в шесть раз, также увеличилось число погибших и получивших серьёзные травмы.
В создании национальной автодороги, по маршруту Буэнос-Айрес — Ла-Плата приняли участие Министерство общественных работ и Министерства общественных работ провинции Буэнос-Айрес..
Проект был представлен 3 августа 1967 года. План выполнения работ был включен в трехгодичный план 1968—1970.
29 марта 1979 Национальный комитет по транспорту подписал соглашение со строительными организациями, которым был предоставлен тендер для работ по строительству шоссе Буэнос-Айрес — Ла-Плата, разделенный на три части: первая часть включала окрестности района Ла-Бока, в том числе мост через Ричауэло, вторая часть включала район между городом Хадсон и городом Ла-Плата и последняя включала участок между улицами Мартин Гарсия и проспектом 9 июля. Это соглашение было одобрено провинциальным законом 9343.
2 января 1983 был началось строительство шоссе, после подписания контракта 30 марта 1981. Этот контракт, осуществлялся при поддержке государства и пересматривался несколько раз до сентября 1994 года.
С 1 июля 1995 года было открыто движение на участке Буэнос-Айрес — Quilmes. 17 ноября того же года был открыт участок автодороги до пересечения с дорогой RP 36 Хуан-Мария Гутьеррес, ведущей к юго-восточной части провинции Буэнос-Айрес. Наконец, 24 мая 2002 года был завершен путь от Гудзона к автодороге RP 11.
Первоначальный договор концессии предусматривал также строительство шоссе Риберена, которое должно было связать это шоссе с шоссе Илия, проходящего через районы Пуэрто-Мадеро и Ретиро, в городе Буэнос-Айрес.
В ноябре 2005 года были начаты работы, чтобы добавить третью полосу к шоссе в каждую сторону движения на участке Буэнос-Айрес — Quilmes (10 км), но на 8 км работа была остановлена.

## План автодороги

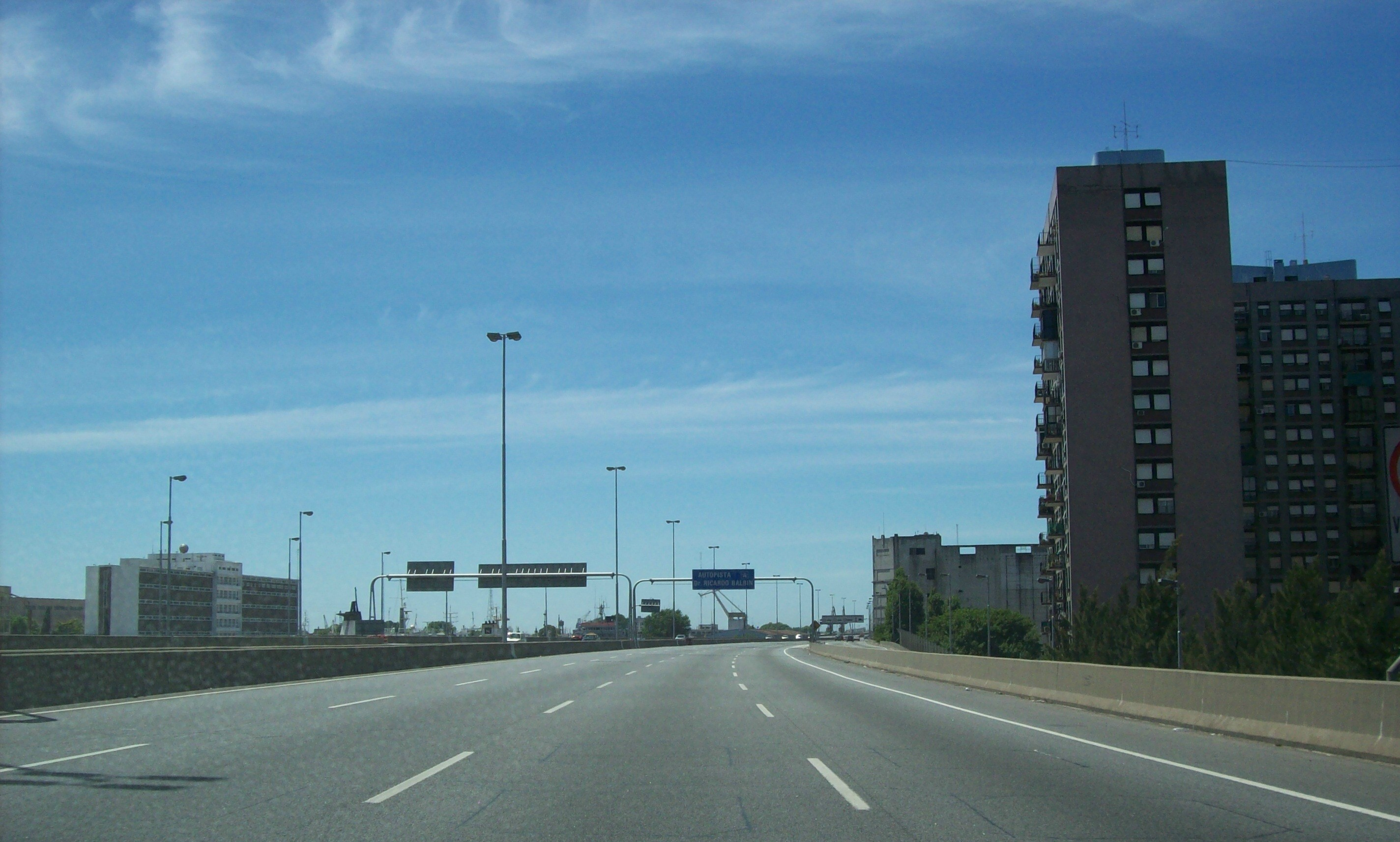
Шоссе Буэнос-Айрес — Ла-Плата в районе Ла-Бока.

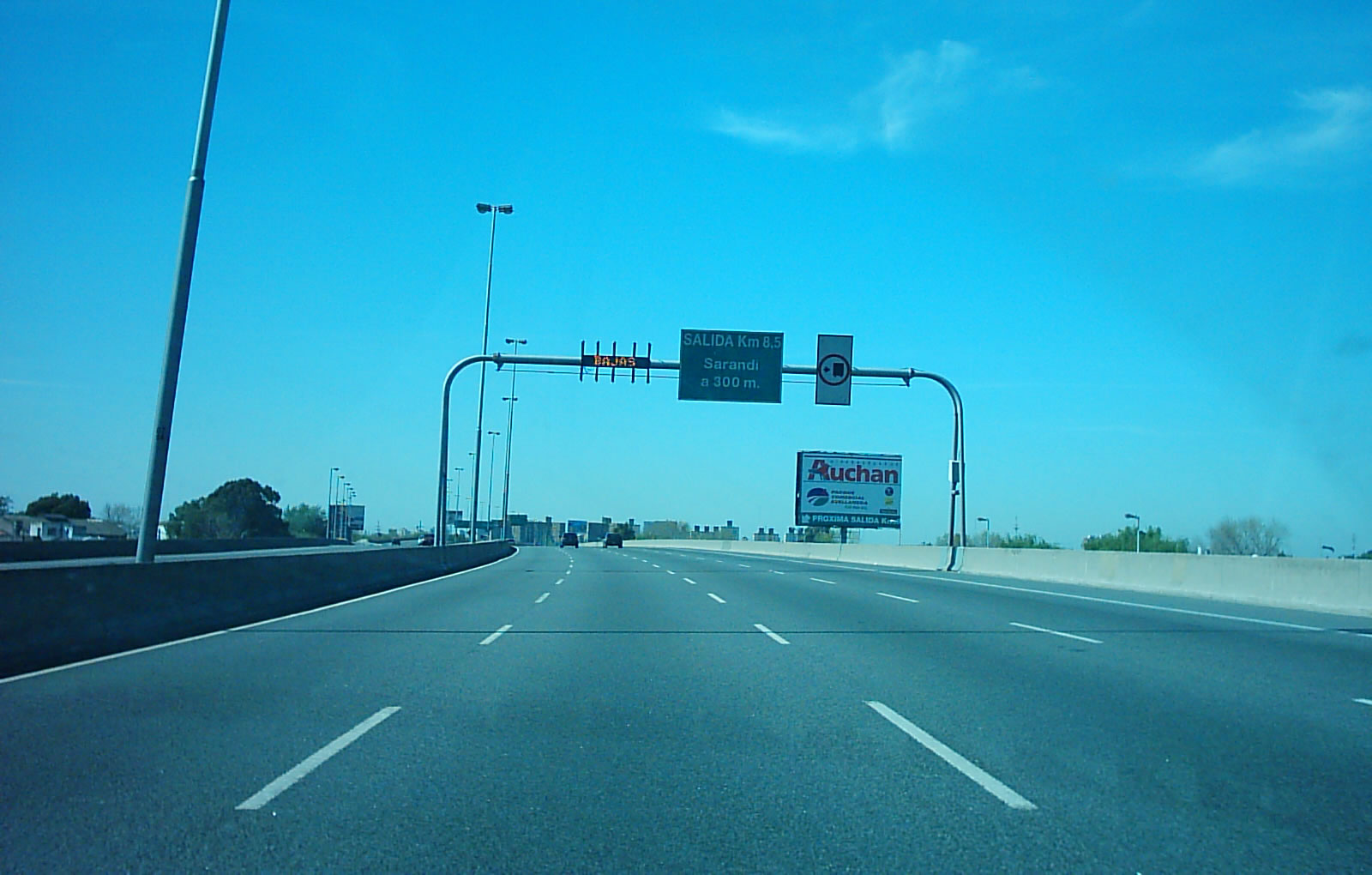
Шоссе Буэнос-Айрес — Ла-Плата

|  |  |  |  |

|  |  |  |  |

|  |  |  |  |

|  |  |  |  |

|  |  |  |  |

|  |  |  |  |

|  |  |  |  |

|  |  |  |  |

|  |  |  |  |

|  |  |  |  |

|  |  |  |  |

|  |  |  |  |

|  |  |  |  |

|  |  |  |  |

|  |  |  |  |

|  |  |  |  |

|  |  |  |  |

|  |  |  |  |

|  |  |  |  |

|  |  |  |  |

|  |  |  |  |

|  |  |  |  |

|  |  |  |  |

|  |  |  |  |

|  |  |  |  |

|  |  |  |  |

|  |  |  |  |

|  |  |  |  |

|  |  |  |  |

|  |  |  |  |

|  |  |  |  |

|  |  |  |  |

|  |  |  |  |

|  |  |  |  |

|  |  |  |  |

|  |  |  |  |

|  |  |  |  |

|  |  |  |  |

|  |  |  |  |

|  |  |  |  |

|  |  |  |  |

|  |  |  |  |

|  |  |  |  |

|  |  |  |  |

|  |  |  |  |

|  |  |  |  |

|  |  |  |  |

|  |  |  |  |

|  |  |  |  |

|  |  |  |  |

|  |  |  |  |

|  |  |  |  |

|  |  |  |  |